# Міланська школа
Міланська школа  — художня школа на півночі Італії в Ломбардії. Художники школи групувалися переважно в Мілані, але й працювали в дрібних містах північної Італії і навіть в інших країнах (у Франції, Австрійській імперії).

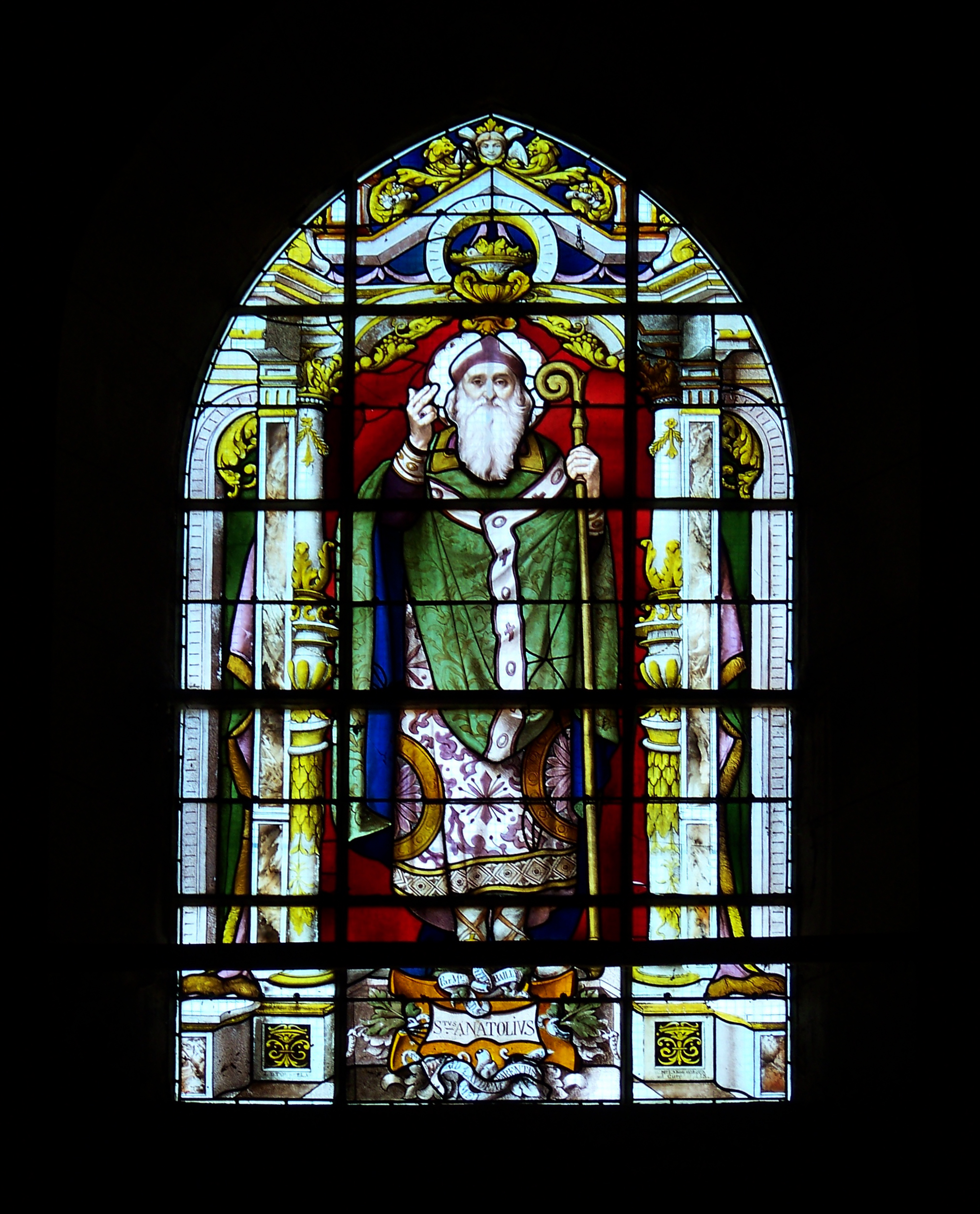
Вітраж, Св. Анатолій, перший епископ Мілану.
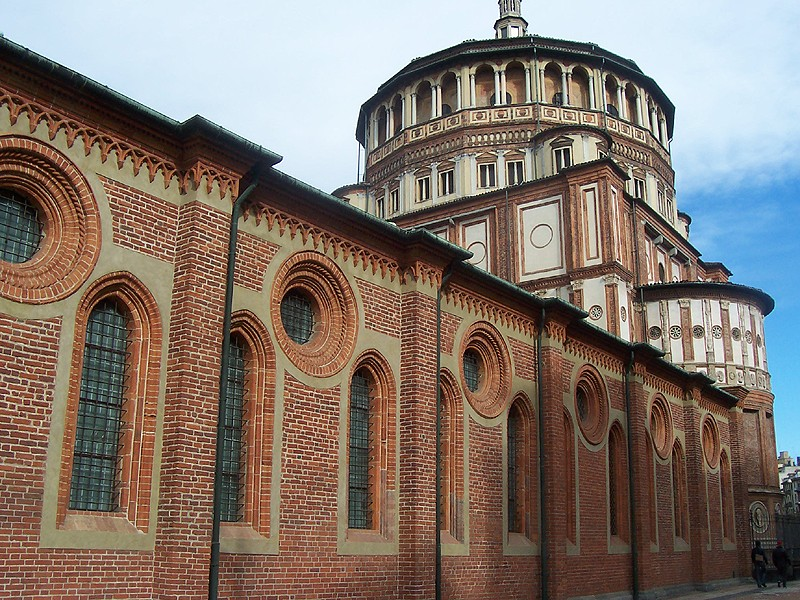
Санта-Марія-делле-Граціє, бічний фасад
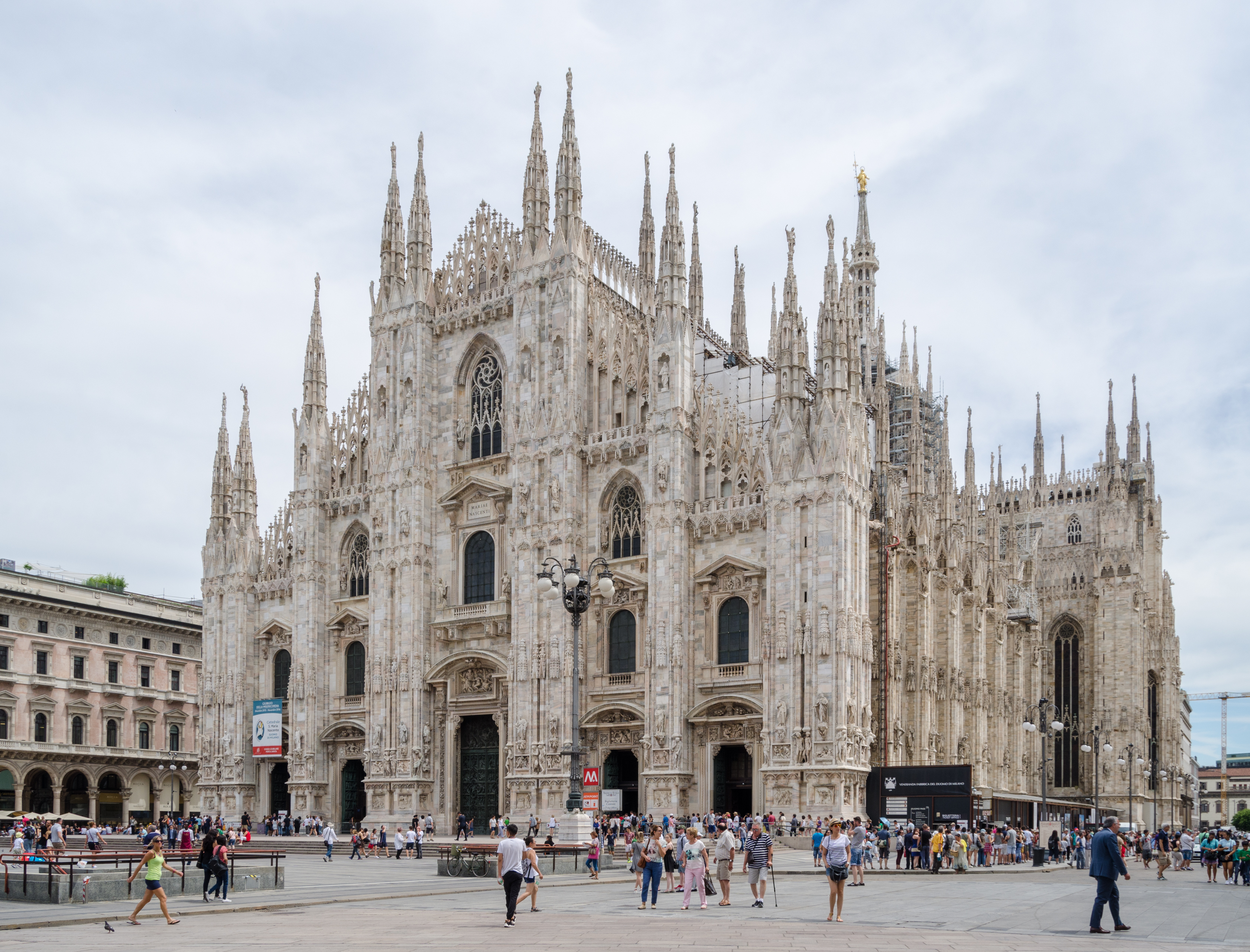
Міланський собор
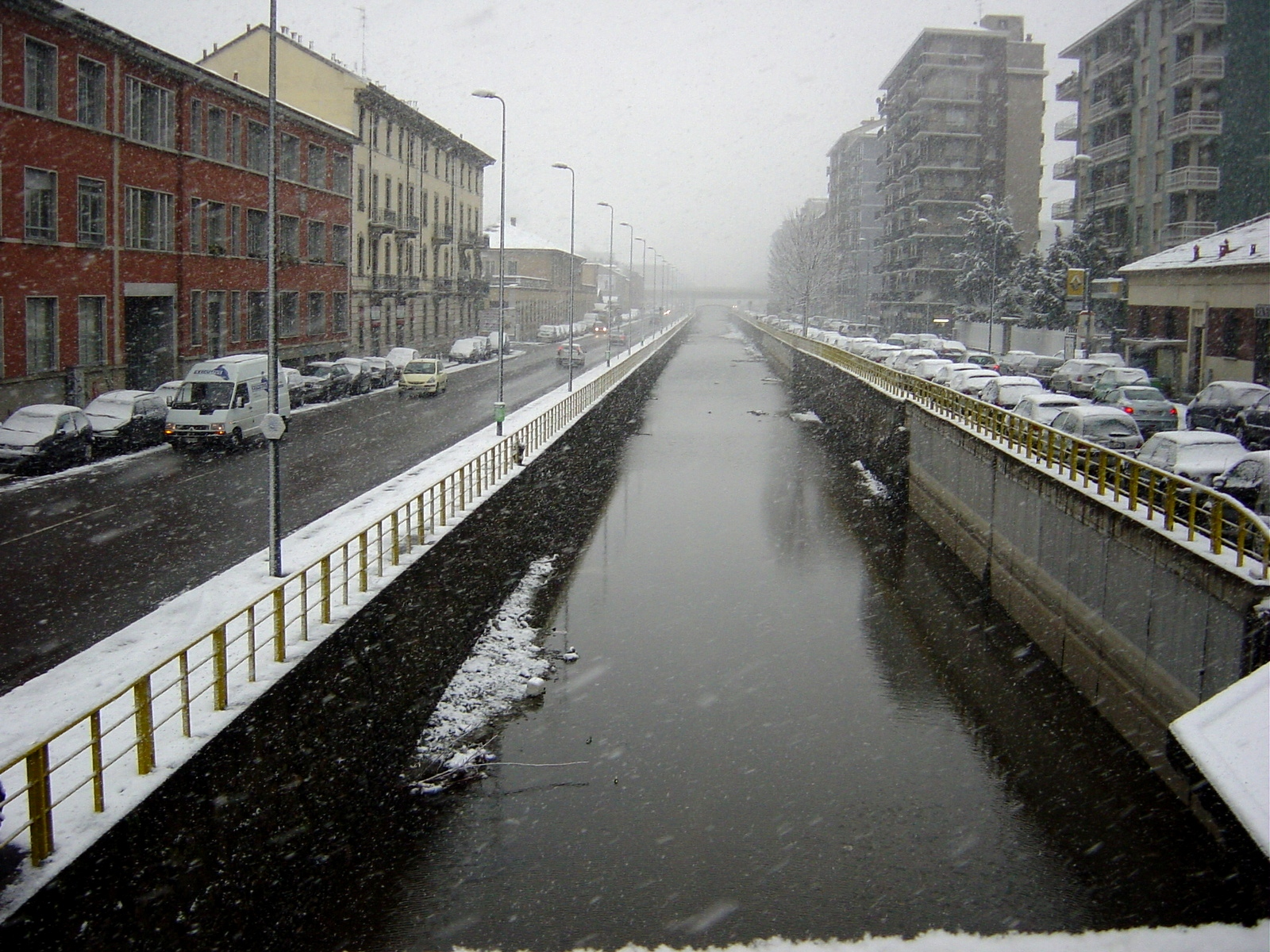
Мілан взимку
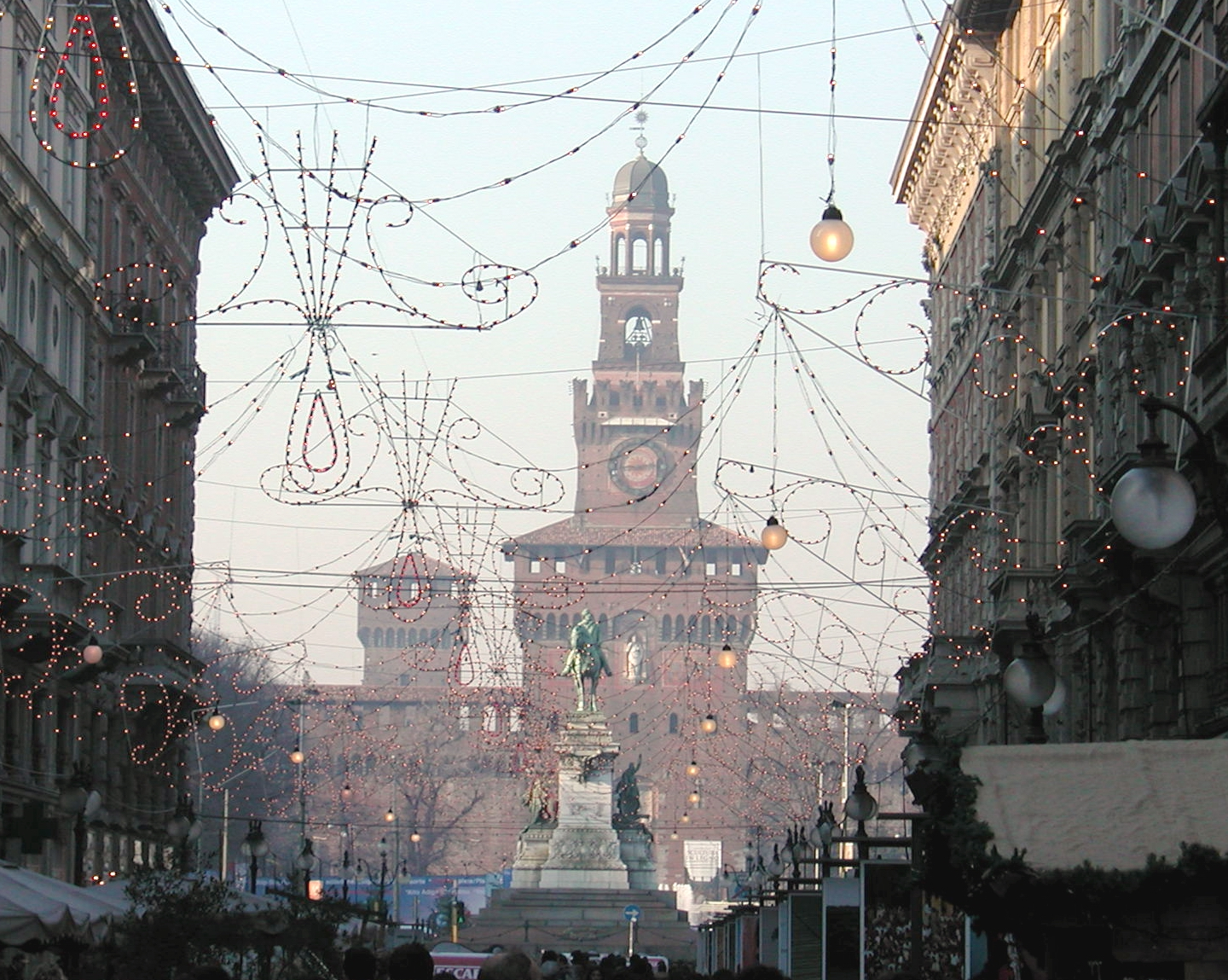
Вулиця Данте та вигляд кастелло Сфорцеско (Міланського замку)
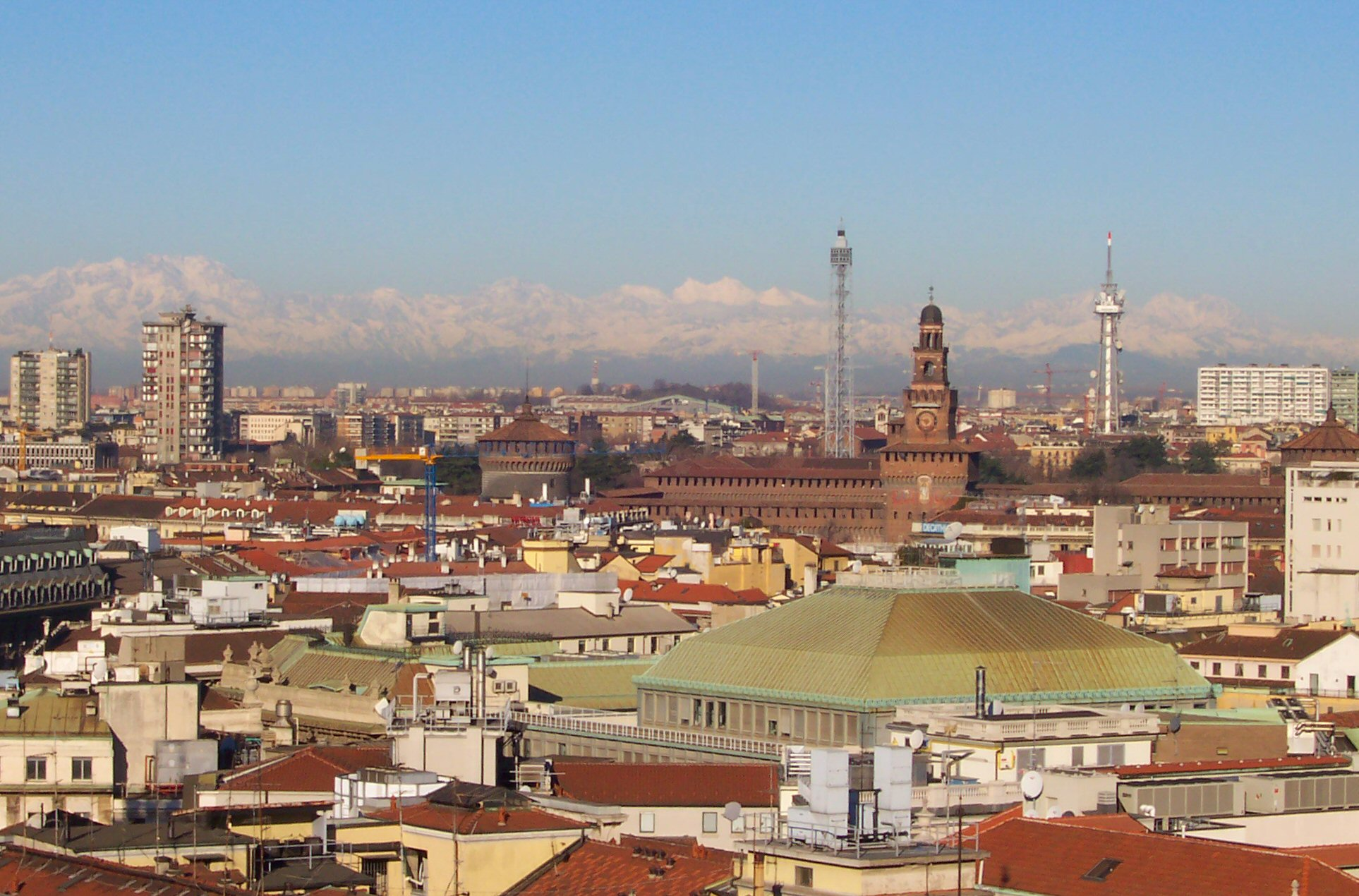
Мілан з даху собору.
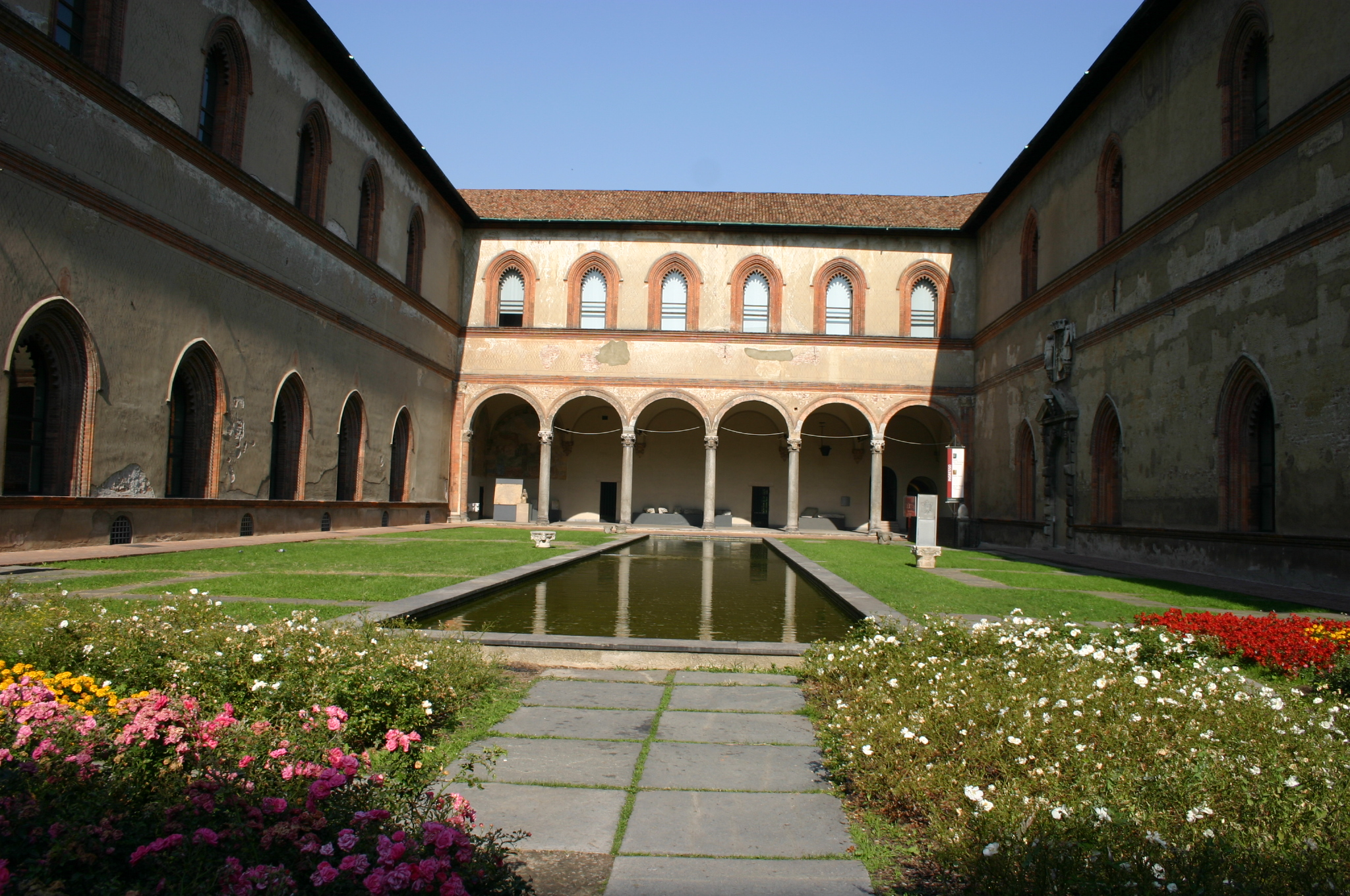
Дворик в замку
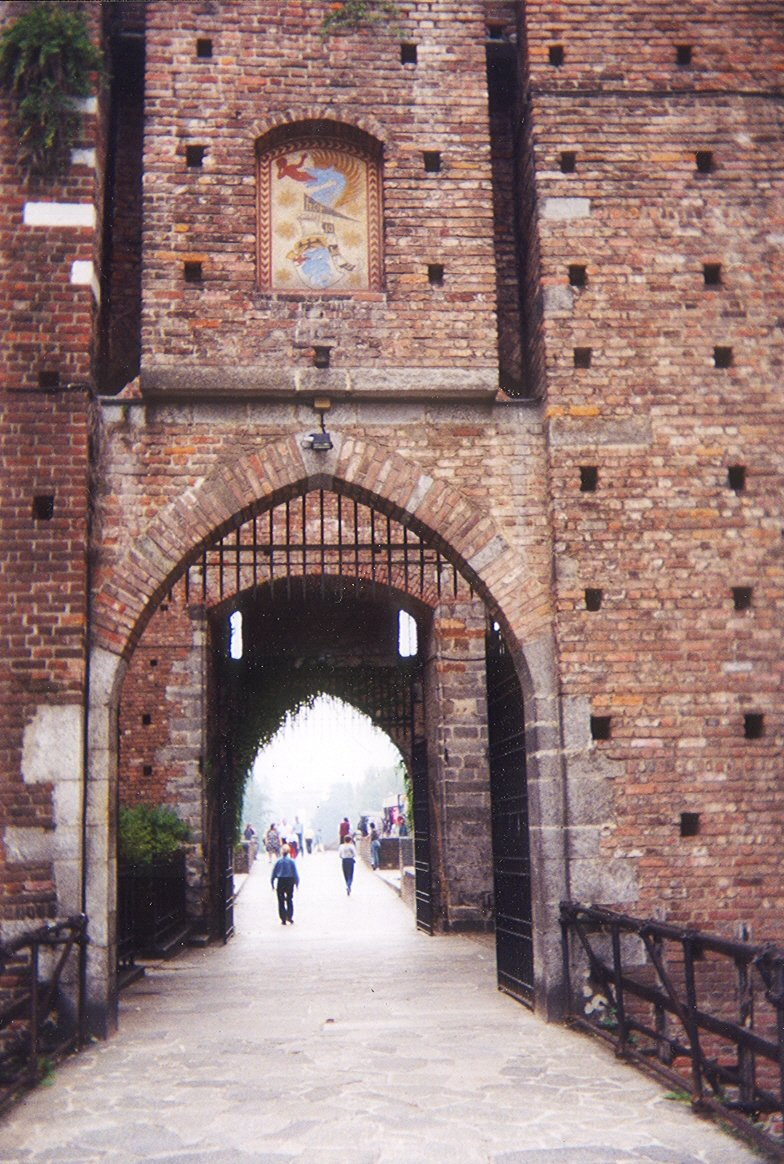
Вхід до замку Сфорцеско

## Відомі художники

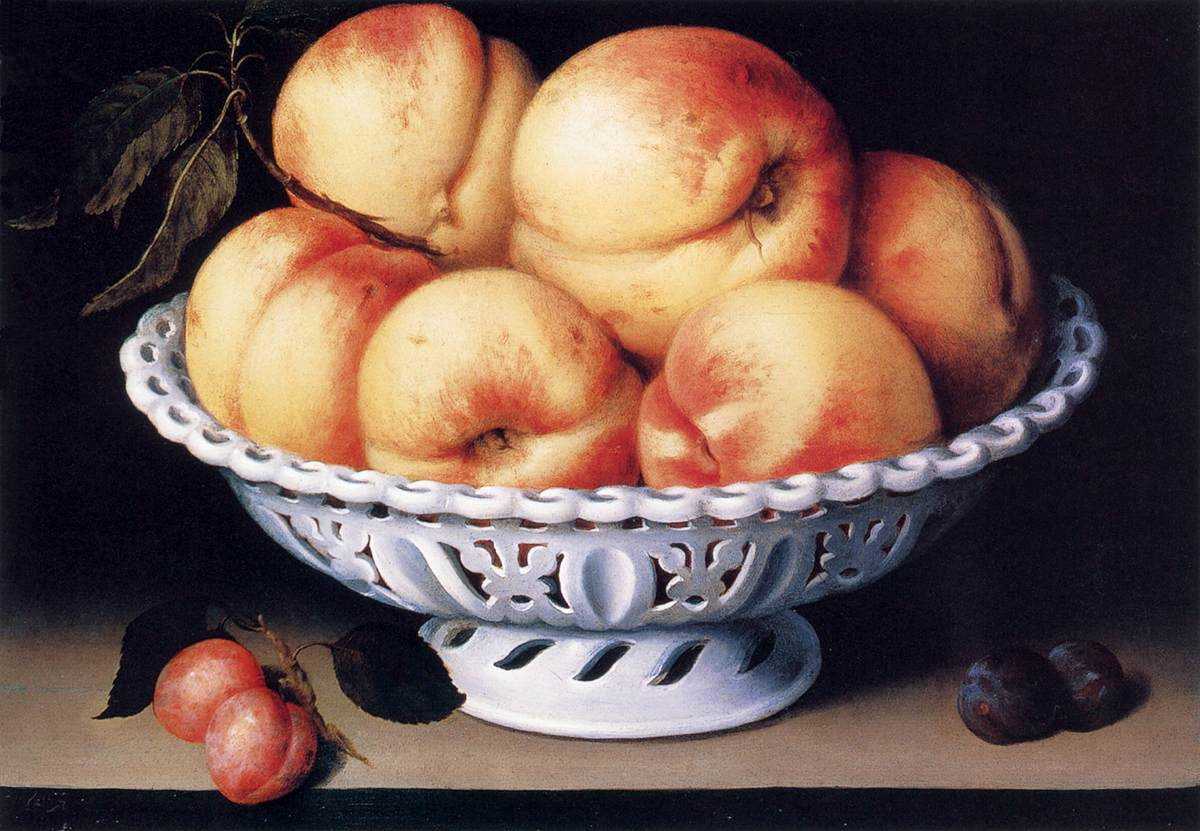
Художниця Феде Галіція. «Персики в фаянсовій вазі і сливи», бл. 1610 року.

- Браманте (1444—1514), фрески раннього періоду творчості
- Франческо Мельці (1491 — 1568 ?)
- Джованні Антоніо Больтраффіо (1467—1516)
- Амброджо де Предіс (1455—1509)
- Джампетріно (відомий за документами у 1508—1549 рр.)
- Салаіно (1480 ? — 1524)
- Бернардино Луїні(1480 ? — 1532)
- Андреа Соларіо (1459—1520)
- Марко д'Оджоно (1475—1530)
- Чезаре да Сесто (1477—1523)
- Джан Джакомо Капроті, Салаї (1480—1524)
- [[Пеллегріно Тібальді]] (1527-1596) архітектор, скульптор і художник-декоратор
- Арчімбольдо (Джузепе Арчімбольдо 1527—1593)
- Боргоньоне (1455 ? — 1522)
- Вінченцо Фоппа (1417—1515)

- художниця Феде Галіція (1578-1630)
- Джованні Баттіста Креспі ( 1573—1632)
- Камілло Прокаччіні (1551-1629)
- Джуліо Чезаре Прокаччіні (1574-1625)
- Цоппо да Лугано (бл.1590- бл. 1654)
- Франческо дель Кайро (1598—1674)
- Паоло Пагані (1661—1716)
- Карло Франческо Нуволоне (1609-1662)
- Джузеппе Нуволоне (1619-1703)
- П'єр Франческо Чіттадані (1616-1681)
- Джованні Баттіста Сассі (1679-1762), вчитель Ф. Лондоніо.
- Франческо Лондоніо (1723—1783)
- Андреа Аппіані (1754-1817)

Відомо, що живопис ломбардського  (і міланського) треченто і раннього кватроченто, розвивався у межах так званої інтернаціональної готики. Цей період живопис містився здебільшого в мініатюрах рукописних книг (ботанічні та  анімалістичні  мініатюри та малюнки роботи  Джованніно де Грассі). В добу кватроченто найбільш значимою фігурою став художник Пізанелло , живописець, рисувальник і медальєр. В 15 ст. підсилились впливи  творчості [Андреа Мантенья та флорентійської школи. Серед майстрів, що працюють в цей період - Іль Бергоньоне, Брамантіно, Вінченцо Фоппа. Найбільшими потенціями в цей період відрізнявся [[Донато Браманте]], що згодом покине займатися живописом і перейде до архітектурної практики, відкривши єтап Високого відродження в Римі і італійського  мистецтва взагалі. Підсилення флорентійських впливів пройшло і через вимушений  переїзд до Мілану флорентійця [[Леонардо да Вінчі]] .Численні учні  да Вінчі не змогли піднятися до рівня обдарованості вчителя, рабські копіювали його композиції, схематично оживляли обличчя своїх персонажів леонардовськими посмішками, що призвело до переважання неактивних та навіть сентиментальних настроїв замість всього багатства психології людини.
Внутрішня єдність міланської школи була порушена в другій половині 16 ст., коли актуальними стануть впливи нової стилістичної системи - Маньєризму. Мілан і раніше приваблював іноземних майстрів на працю, особливо через довгобуд Міланського собору. Ця тенденція була справедливою і для стану в живопису, в Мілан прибувають як художники з інших художніх центрів ( \Цоппо да Лугано, що прибув з Швейцарії, Франческо дель Кайро 1598-1674 з Варезе, Камілло Прокаччіні з Болоньї \), так і з північних країн за Альпами. В живопис Ломбардії прийшли тривожність, переважання фантазійних образів над реалістичними при надзвичайно віртуозному виконанні картин. Особливо цим відрізнявся Джованні Баттіста делла Ровере (бл.1561-1627), маньєрист, фламандець, народжений в Мілані, що повністю натуралізувався в Італії. Він вносив у власні релігійні твори італійські реалії (руїни старовинних споруд, колони, дивацькі сходинки, гори, котрих не могло бути в Антверпені на його історичній батьківщині ), так і ще характерні  ознаки пізньосередньовіного  фламандського живопису , коли в значиму композицію  вносять безліч дрібних деталей. Ще одною ознакою середньовічних впливів на свідомість  Джованні Баттіста делла Ровере була любов до коштовних та східних тканин, котрі він віртуозно відтворював і підсилював їх розкіш власною фантазією (Поклоніння немовляті Христу трьох королів). Маньєристи на небачену до цього висоту підняли рівень декоративно-ужиткового мистецтва  та ювелірну справу. Якесь ставлення до останньої мав і делла Ровере. Одного зі своїх королів на картині їх поклоніння він нагородив парадним золоченим мечем, виписавши всі його фініменти, всі його карбовані деталі тощо, хоча ця деталь не головувала в картині. Здатність відтворити справжні драматичні почуття без привнесення зайвих дрібниць в картину мав Джованні Паоло Ломаццо, художник-маньєрист і міланський теоретик мистецтва (Розп'яття Христа з Лонгіном). Але в історію періоду маньєризму зіркою першої значущості увійшов Джузеппе Арчімбольдо, портретист, декоратор, розробник карнавальних костюмів і вітражів, організатор урочистих церемоній і фахівець з мистецтв, міланець за походженням, що тривалий час працював у володіннях Австрійської імперії.
Ще один міланський майстер універсального обдарування - Пеллегріно Тібальді, скульптор, архітектор, художник-декоратор. Йому не щастило з впливовими покровителями, майже кожний з них був літньою людиною і через короткий термін  помирав, що примусило митця часто міняти і місце проживання, і покровителя. Його твори були розкидані по різним містам, серед них Рим, Болонья, Лорето в Італії, Ескоріал у Іспанії, Павія, Мілан. Належні оцінки його творчого спадку прийдуть з великим запізненням.
У 17 ст. запанувало бароко, що докотилося до Мілану з епігонами Мікеланджело да Караваджо (Франческо дель Кайро, що працював також і в Турині), так і майстри, що працювали в стилі римського академізму. Частка майстрів з Мілану також пройшла стажування в самому Римі (Пеллегріно Тібальді, Джованні Баттіста Креспі), де були відчутні могутні впливи декількох караваджистів з різних країн.  В 18 ст. мода на пейзажний живопис докотилася і до Мілану. Художник-пейзажист Джузеппе Бернардино Бізон створював як краєвиди з містами (Венеція), так і фантазійні пейзажі гуашами просто на папері, відмовляючись навіть від олійних фарб та полотна задля швидкості роботи. На обрії художньої школи замаячили предромантизм та романтизм, що співіснуватимуть з пізнім класицизмом та ампіром французького зразка через захоплення Мілану та Ломбардії вояками Наполеона Бонапарта. Відомим художником доби [[ампір]]у в Мілані став Андреа Аппіані (1754-1817), сам наближений до імператорського двору Наполеона.

## Галерея обраних творів

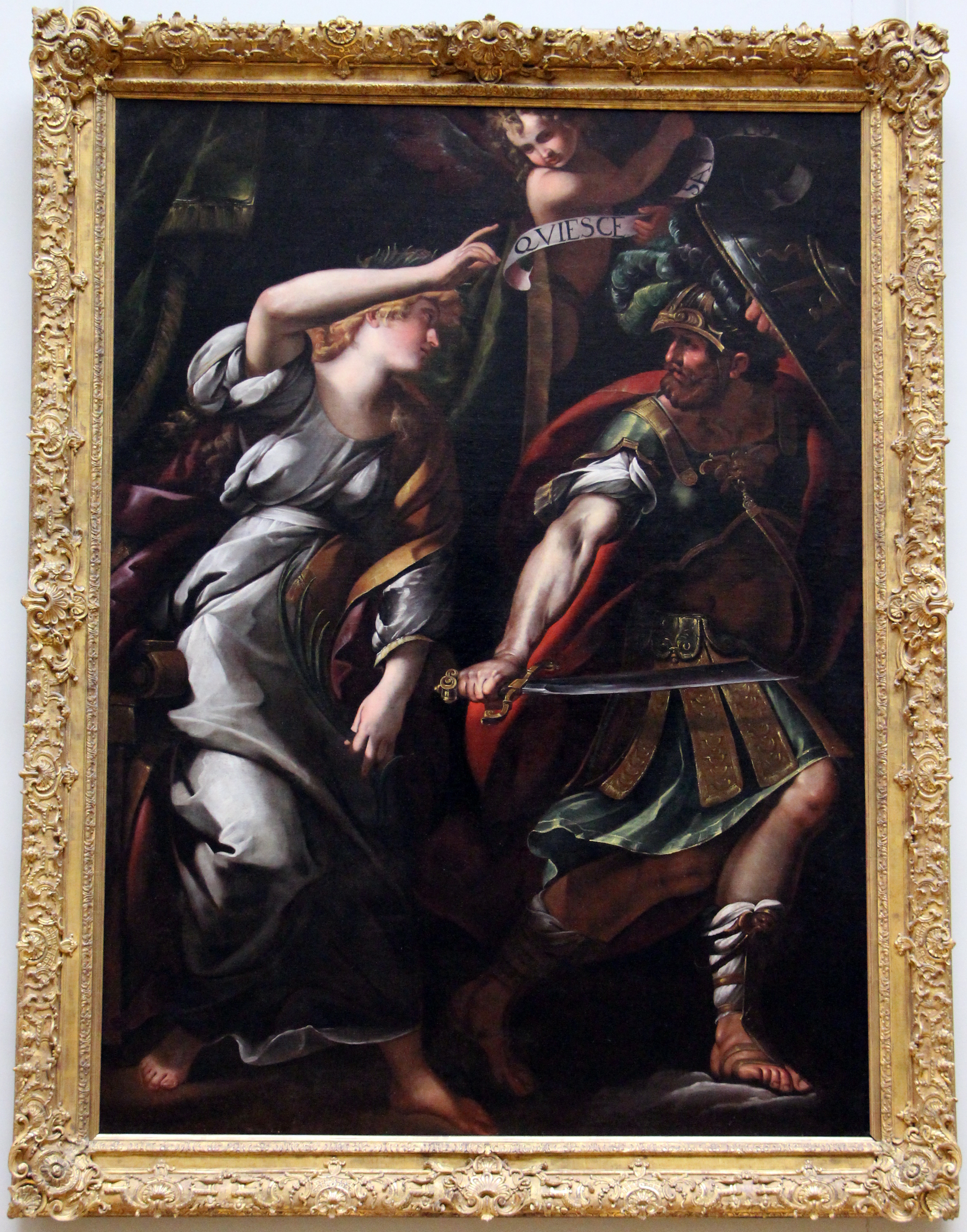
Джуліо Чезаре Прокаччіні. «Алегорія Миру намагається утримати бога війни Марса ».

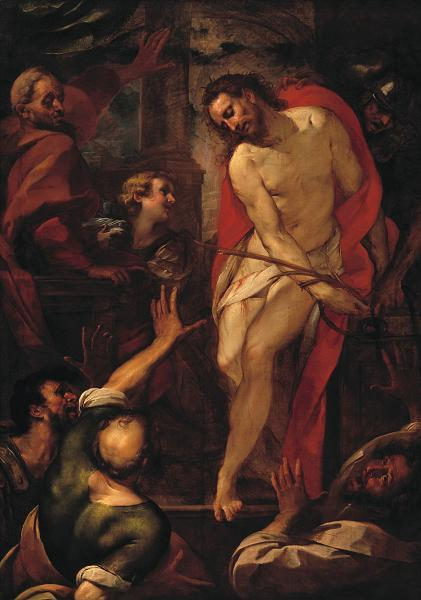
Джуліо Чезаре Прокаччіні. «Христос перед натовпом »

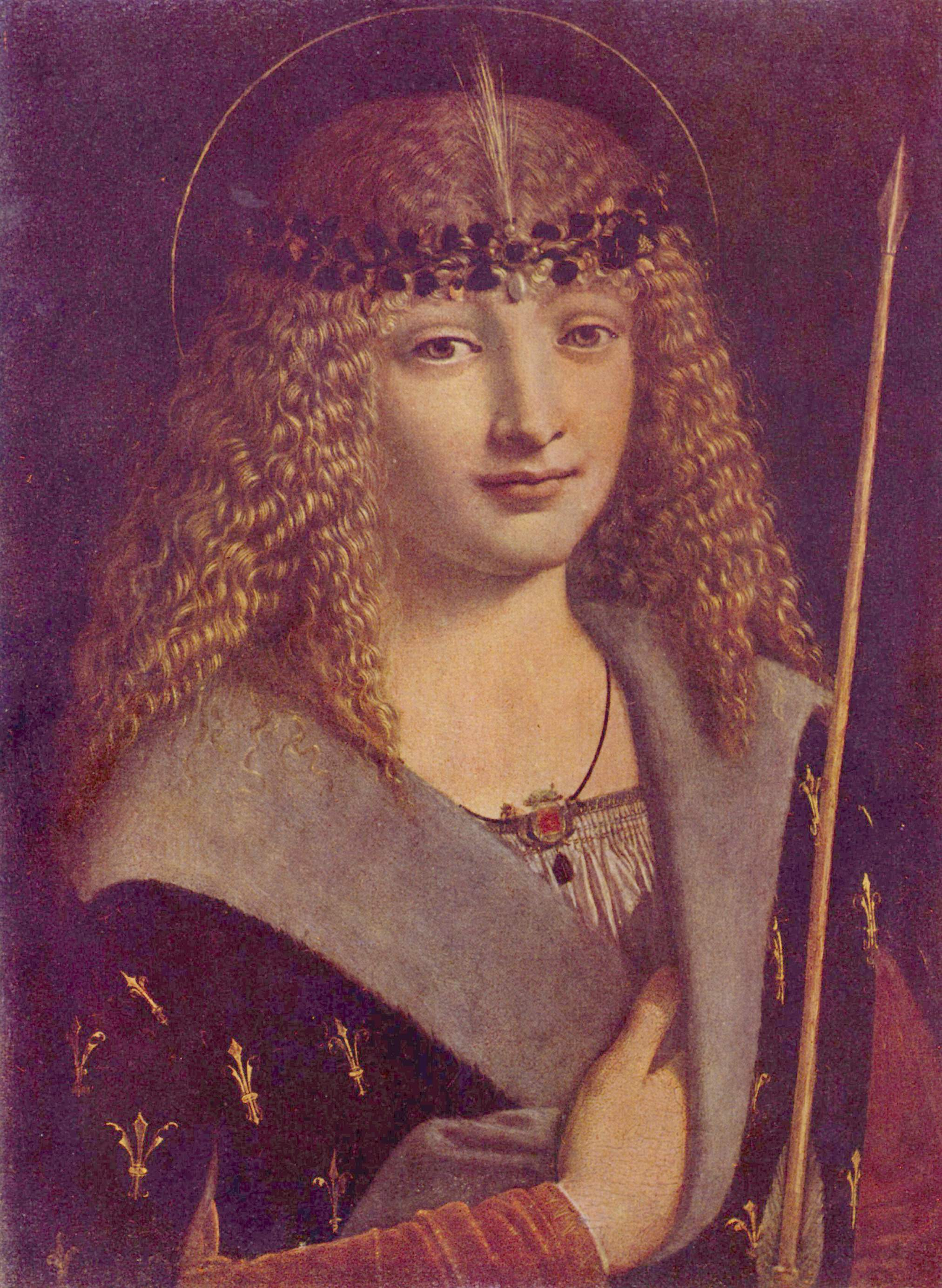
Худ.Больтрафіо, Св.Себастьян
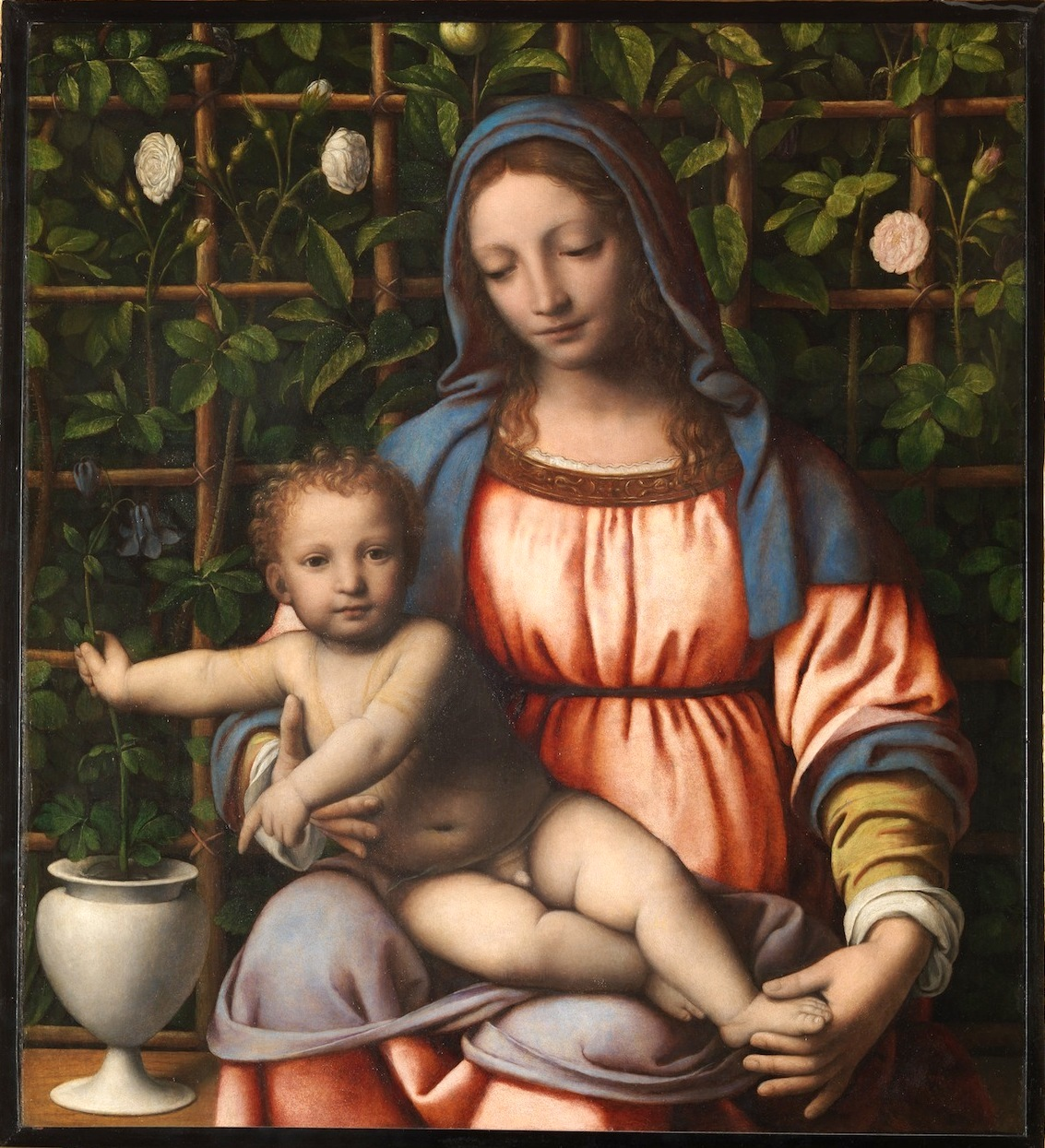
Худ.Бернардино Луїні, Мадонна в альтанці з троянд
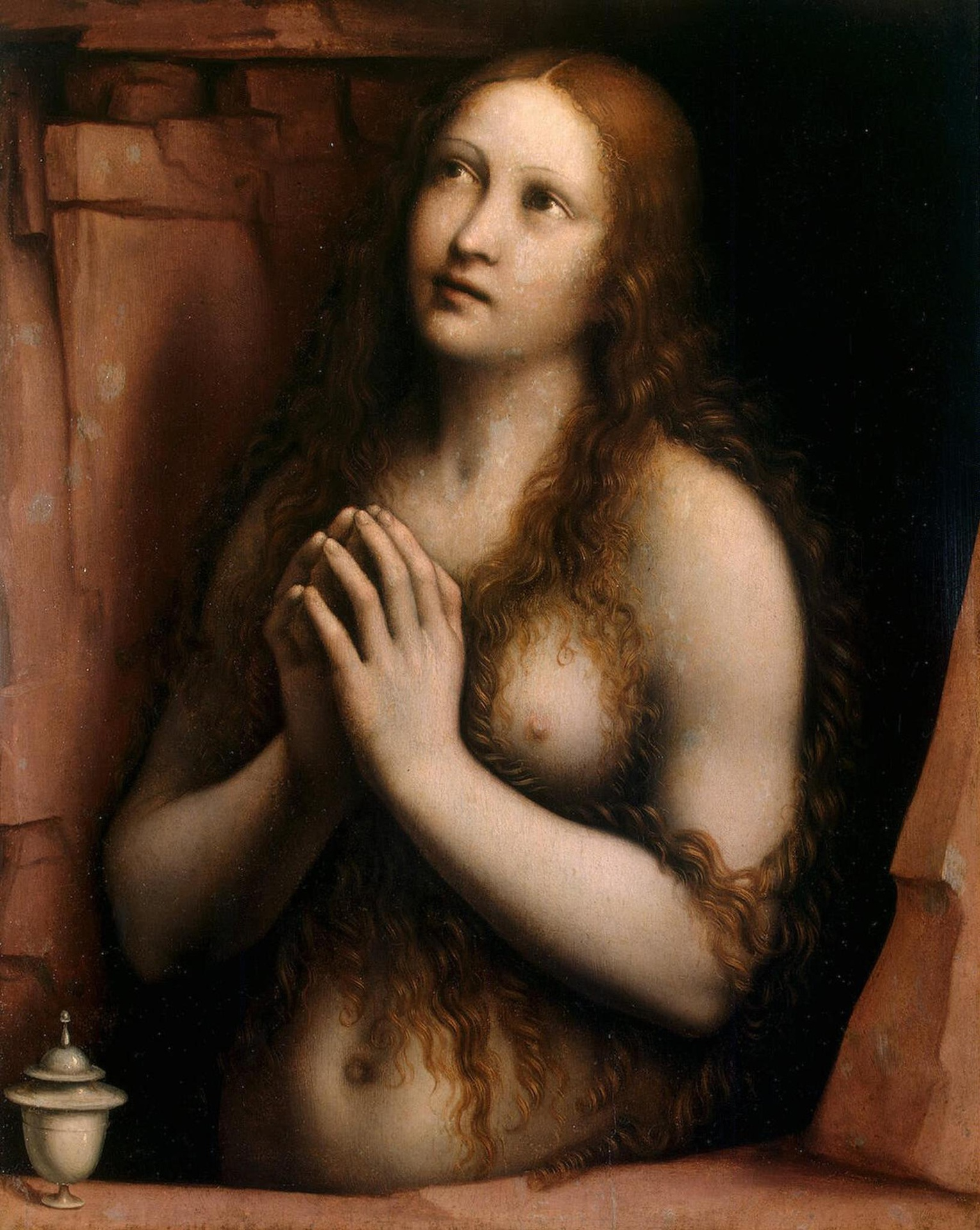
Худ.Джампетріно, Каяття Марії Магдалини
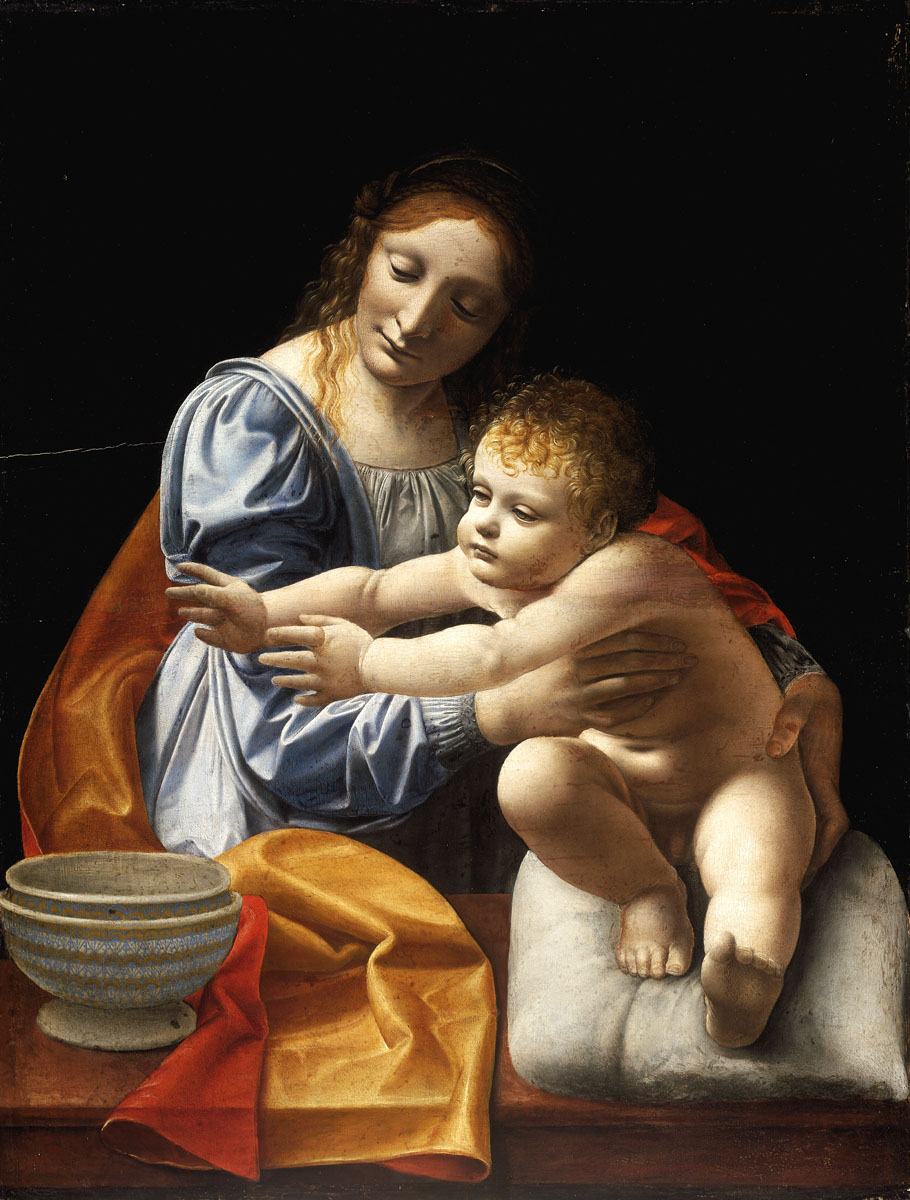
Худ.Больтрафіо, Мадонна з немовлям ( незавершена)
Худ.Амброджо де Предіс, Св.Себастьян
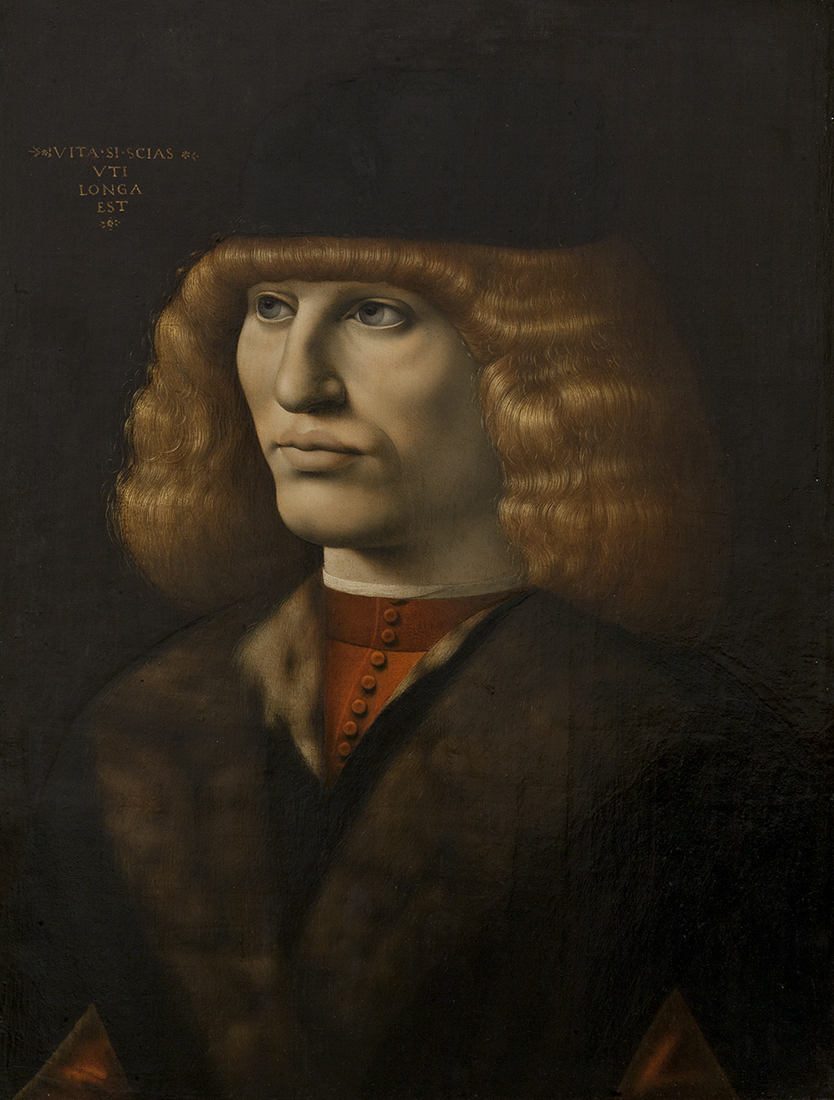
Худ.Амброджо де Предіс,портрет невідомого
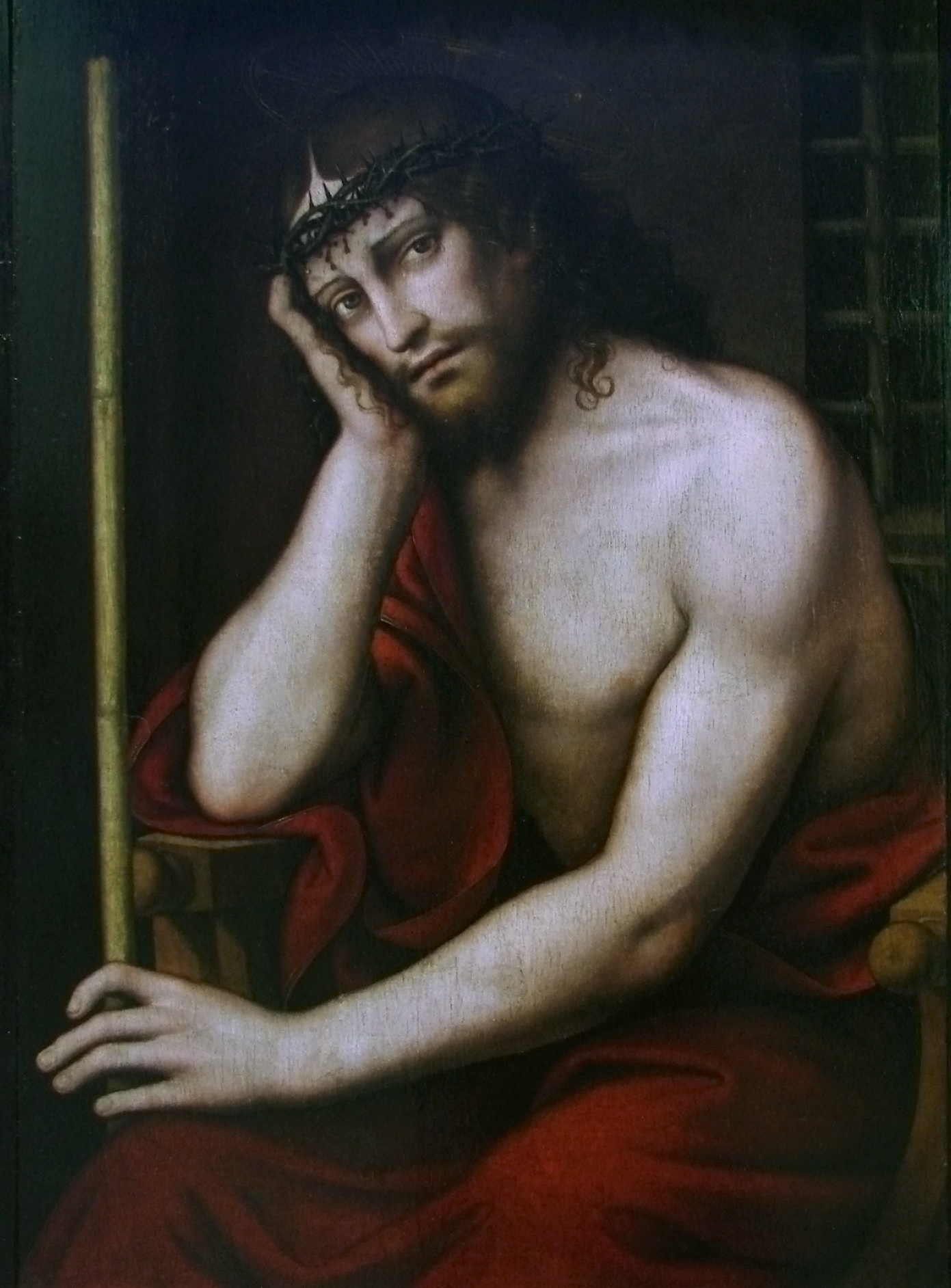
Худ.Джампетріно,Христос
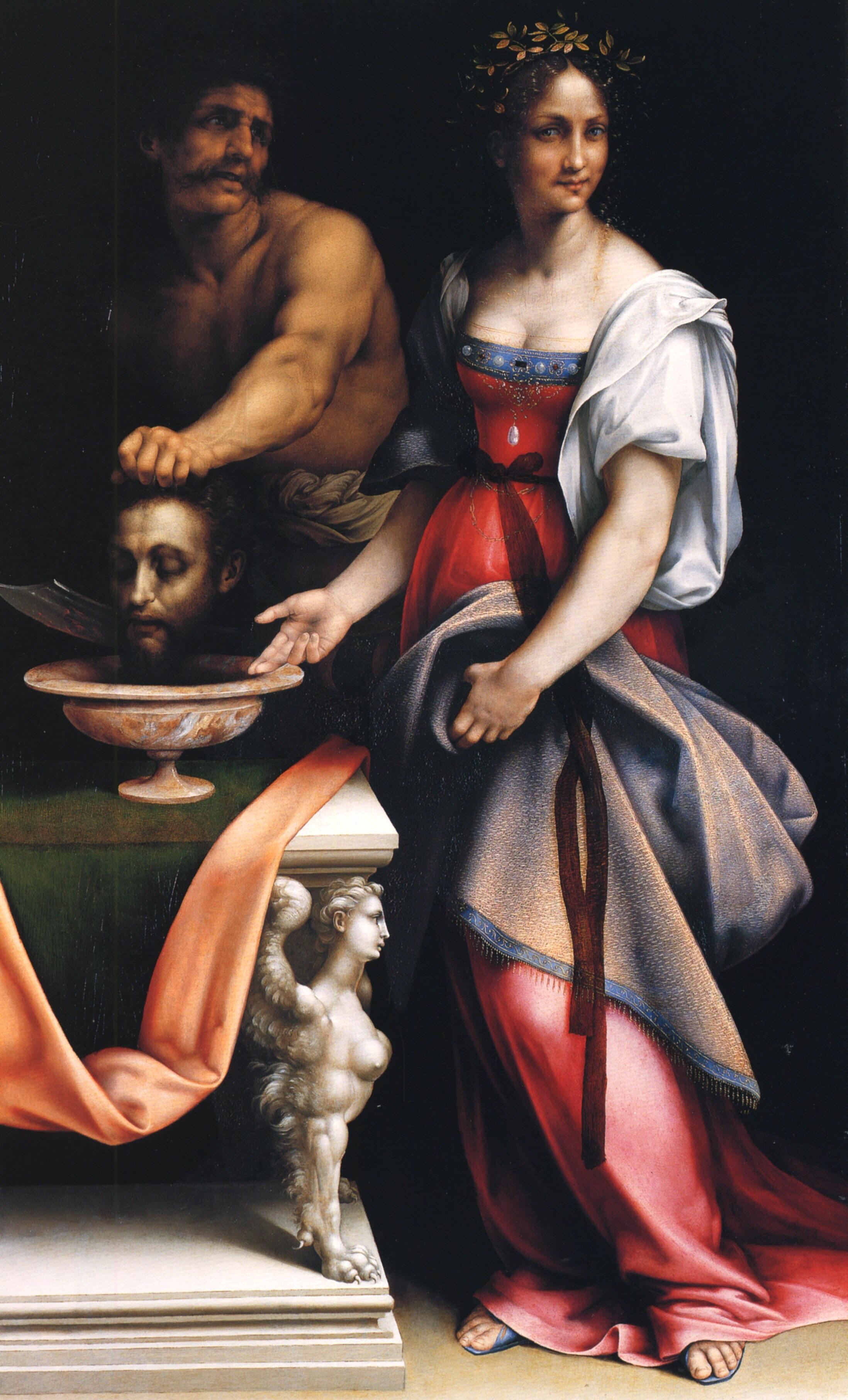
Худ.Чезаре да Сесто, Саломея з відрубаною головою Івана Хрестителя
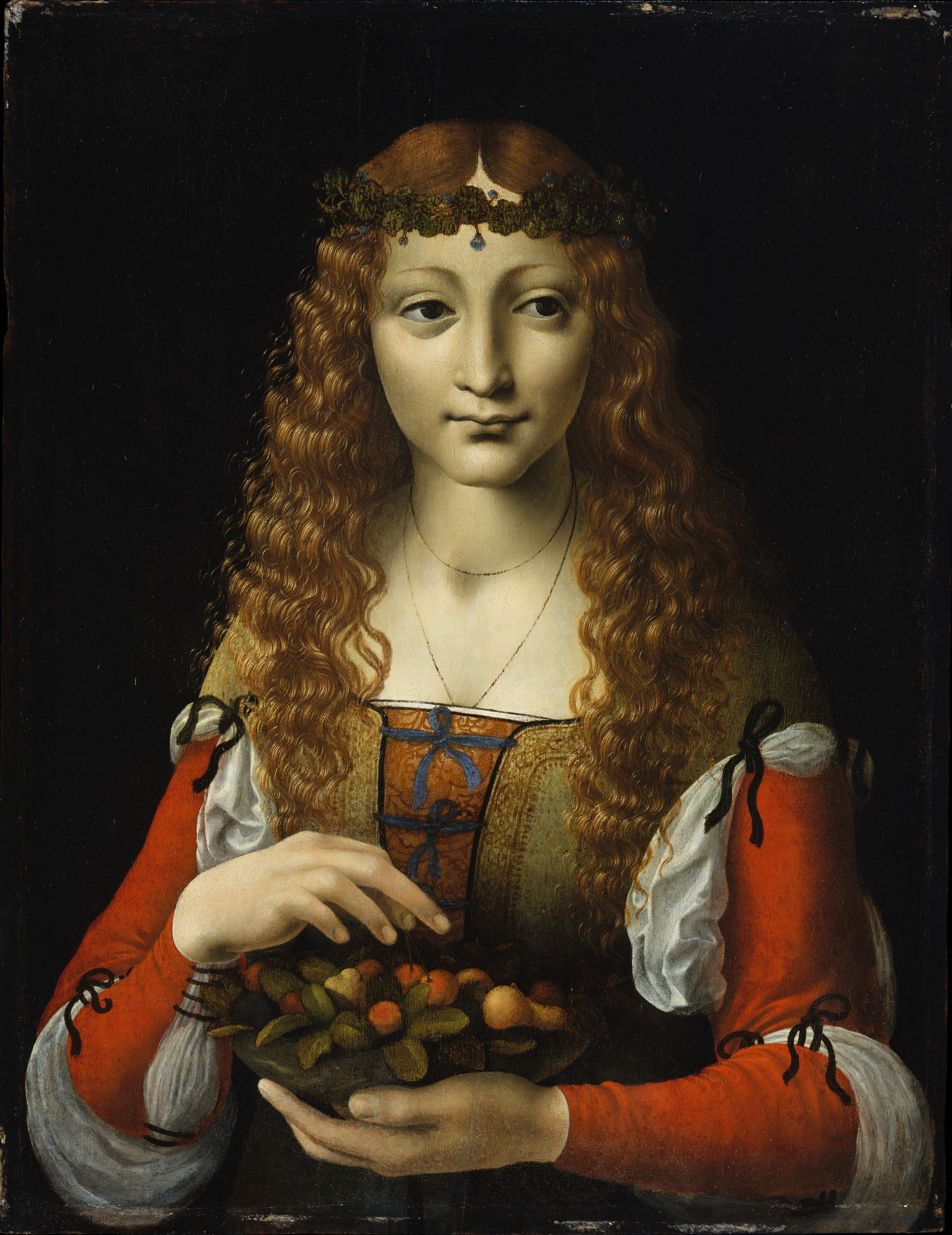
Худ.Амброджо де Предіс, дівча з фруктами
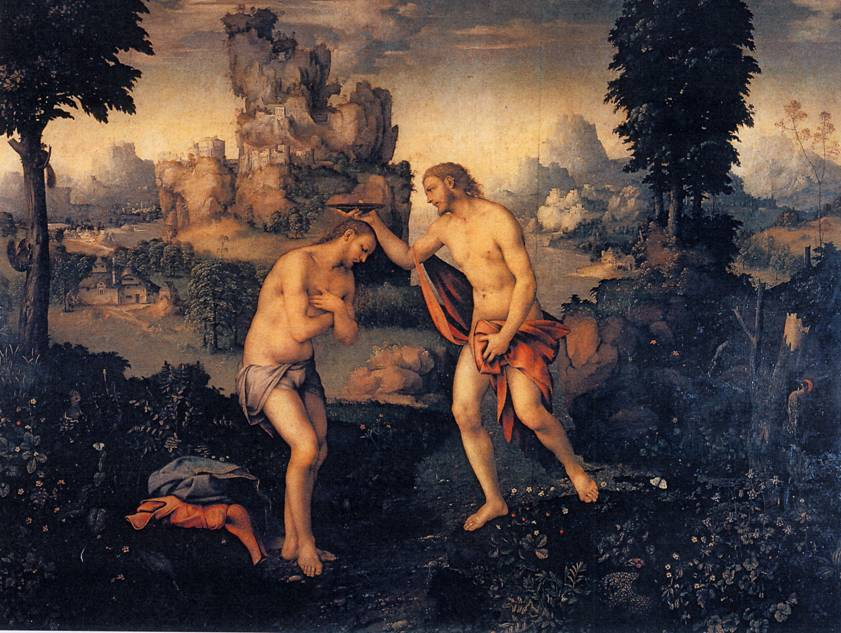
Худ.Чезаре да Сесто, Хрещеня Іісуса
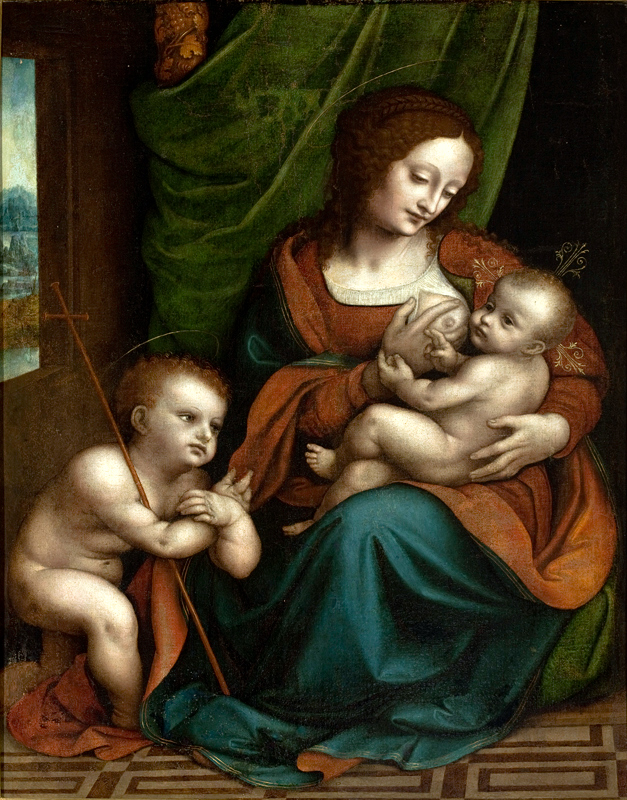
Худ.Джампетріно,Мадонна з немовлям та Іваном Хрестителем дитиною
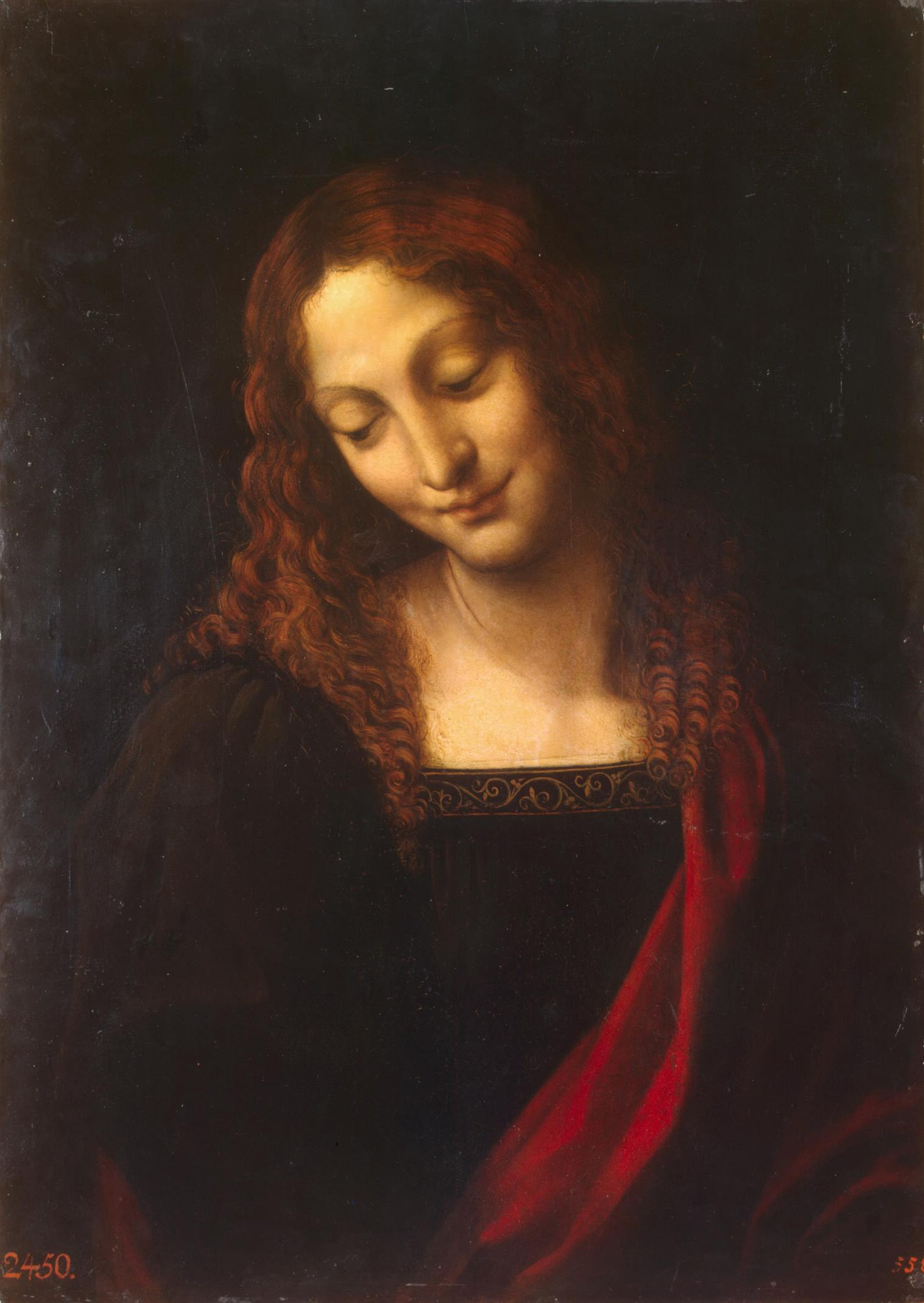
Худ.Джампетріно, Іван Хреститель